# Darwin (Weltraumteleskop)
Darwin ist die nicht verwirklichte Studie eines geplanten Weltraumexperiments der Europäischen Weltraumorganisation für das Jahr 2015, das erdähnliche Exoplaneten beobachten und nach Anzeichen von Leben auf ihnen suchen sollte. Benannt ist es nach Charles Darwin. Wie ihr Namensgenosse sollte die Darwin-Mission nach den „Ursprüngen des Lebens“ suchen. Das Konzept sah eine Gruppe von Satelliten vor, die zusammen ein sehr großes Interferometer im Weltraum bilden sollten. Diese Studie wurde 2007 eingestellt.

## Details
Darwin war als komplexes System aus mehreren Satelliten im präzisen Formationsflug geplant. Die frühen Planungen sahen acht Satelliten vor. Nach dem letzten Planungsstand sollte die Mission aus vier einzelnen Satelliten bestehen. Drei sollten jeweils ein Infrarotteleskop von 3–4 m Hauptspiegeldurchmesser, ähnlich dem Herschel Space Observatory, tragen. Die Signale dieser Teleskope sollten für die Beobachtung von Planeten nahe bei ihren viel helleren Zentralsternen nach dem Prinzip des Nulling-Interferometers kombiniert werden. Diese Interferenz wäre auf dem zentralen vierten Satelliten erfolgt. Dazu müssten die Abstände der Satelliten auf Bruchteile der verwendeten Wellenlänge genau kontrolliert werden.
Darwin sollte aus mehreren Gründen im Infrarotbereich um 10 µm Wellenlänge arbeiten. Im Infrarotlicht ist der Helligkeitsunterschied zwischen einem erdähnlichen Planeten und seinem Zentralstern geringer als im sichtbaren Licht, der Stern ist aber immer noch etwa eine Million Mal heller. Zudem kann durch Infrarotspektroskopie in der Atmosphäre der entdeckten Planeten nach Gasen wie Sauerstoff (Nachweis als Ozon), Wasserdampf, Kohlendioxid oder Methan gesucht werden. Das Auftreten dieser Gase in bestimmten Kombinationen gibt Anzeichen auf eine Beeinflussung der Atmosphäre durch Lebewesen.
Nach dem Plan wäre Darwin 2015 zum 2. Lagrange-Punkt (L2) des Sonne-Erde-Systems gestartet, nachdem seine Technologien von LISA Pathfinder (ehem. SMART-2) getestet waren. Da aber das Projekt nicht weiterverfolgt wurde, wurden auch die Technologietests für LISA Pathfinder gestrichen. Darwin war in Abstimmung mit dem mittlerweile ebenfalls eingestellten Terrestrial Planet Finder der NASA geplant.